# Massacres de Zamfara em 2022
Os Massacres de Zamfara em 2022 ocorreram de 4 a 6 de janeiro de 2022, quando mais de 200 pessoas foram mortas por bandoleiros no estado de Zamfara, na Nigéria. Este foi o ataque terrorista mais mortal na história recente da Nigéria.

## Antecedentes
O conflito bandoleiro nigeriano, no qual milhares de pessoas foram mortas, começou em 2011 e está ligado aos conflitos entre agricultores e pastores e à insurgência do Boko Haram. Gangues de bandidos realizam ataques em vários estados do noroeste, incluindo sequestros em massa e massacres. Os ataques no estado de Zamfara em 2021 incluem o rapto de 279 estudantes secundárias em Jangebe, em Fevereiro, e o massacre de mais de 50 aldeões em Zurmi, em Junho.
Antes dos ataques, os ataques aéreos das forças governamentais em 3 de Janeiro resultaram na morte de mais de 100 bandidos e na destruição de numerosas bases. Isto fez com que os bandoleiros fossem repelidos para a região, onde realizaram ataques de represália. Poucos dias depois, o governo nigeriano designou os bandoleiros como terroristas.

## Massacres
Pouco antes dos ataques, bandoleiros lideraram uma incursão a um grupo de 3.000 cabeças de gado, apenas para serem confrontados por vigilantes locais, o que levou a um tiroteio e a uma batalha entre as duas partes. Os vigilantes em menor número perderam e muitos deles foram mortos pelos bandoleiros, e a matança de aldeões começou.
Começando por volta das 12h45, na terça-feira, 4 de janeiro, bandidos armados em motocicletas, cujo número foi estimado entre 300 e 500, entraram na cidade de Kurfar Danya, marcando o início de uma série de ataques a vilarejos nas áreas governamentais locais de Anka e Bukkuyum, em Zamfara. Gangues atiraram em moradores enquanto saqueavam e incendiavam suas casas. Durante dois dias, bandidos armados sitiaram as cidades de Kurfa e Rafin-Gero sem intervenção do governo. Cinco assentamentos diferentes foram destruídos. Um sobrevivente relatou que os bandoleiros atiravam em "qualquer pessoa que estivesse à vista".
Os massacres terminaram na quinta-feira, 6 de janeiro, depois que as forças militares interceptaram os criminosos. Um líder bandoleiro chamado Bello Turji foi acusado de ser o responsável pelos massacres.

## Vítimas
As autoridades do estado de Zamfara estimaram o número de mortos em 58, mas isto foi amplamente controverso. Algumas pessoas deslocadas internamente declararam que o número de mortos foi de 154. Um porta-voz de Sadiya Umar Farouq, ministra dos Assuntos Humanitários, disse que mais de 200 corpos foram enterrados, um número também relatado por residentes locais. Entre as vítimas dos assassinatos estava Gambo Abare, um líder proeminente dos grupos de vigilantes anti-bandoleiros.

## Consequências
Mais de dez mil pessoas tornaram-se deslocados internos e cinco assentamentos foram incendiados. Muitos recursos foram roubados, com cerca de 2.000 bovinos sendo levados pelos bandoleiros. As autoridades nigerianas chegaram aos distritos para ajudar a organizar sepultamentos em massa. Em 10 de janeiro, muitas pessoas ainda estavam desaparecidas e os esforços de socorro continuavam.
O governo e a polícia da Nigéria lançaram uma perseguição aos perpetradores, utilizando aeronaves militares.
Os ataques não cessaram e, em 10 de janeiro, bandoleiros invadiram a aldeia de Yar Kuka, sequestrando doze pessoas, incluindo o chefe da aldeia, sua esposa e irmão, e dois mineiros de Burkina Faso. No dia seguinte, bandoleiros invadiram Kadauri na área de governo local de Maru, sequestrando seis mulheres. Em 11 de Janeiro, massacraram 51 civis dos estados de Plateau e do Níger num incidente semelhante.
Em 12 de Janeiro, o governador de Zamfara, Bello Matawalle, anunciou que a falta de segurança se tornou "uma ameaça existencial" no estado e no noroeste da Nigéria como um todo, e exigiu que o governo federal se envolvesse ainda mais no conflito.